# Myrmidonen
Die Myrmidonen (altgriechisch Μυρμιδόνες Myrmidónes) waren ein achaischer Volksstamm im Süden Thessaliens aus der Zeit vor der dorischen Einwanderung. Sie sind vor allem aus der griechischen Mythologie als phthiotische Völkerschaft bekannt, die ihren Wohnsitz um Phthia und Larisa Kremaste hatte.
In Homers Ilias wird beschrieben, wie unter der Führung von Peleus’ Sohn Achilleus das kleine Heer der Myrmidonen in die Schlacht um Troja zieht und diese sich dort durch uneingeschränkten Gehorsam, Tapferkeit und überragende Kampfeskraft auszeichnen. Sie tragen schwarze Rüstungen und Schilde und  spielen eine entscheidende Rolle beim Fall von Troja. Nach dem Krieg bringt Neoptolemos, der Enkel des Peleus, die Myrmidonen in die Heimat.
Namentlich werden in der Ilias folgende fünf Anführer der Myrmidonen genannt: Menesthios, Eudoros, Peisandros, Phoinix und Alkimedon.
Die Myrmidonen sind nach einer Überlieferung die Nachkommen des eponymen Ahnherrn König Myrmidon von Phthia (Phthiotis), eines Sohnes des Zeus und der „weitsichtigen“ Eurymedusa, einer Prinzessin von Phthia. Sie wurde von Zeus in Gestalt einer Ameise (μύρμηξ myrmēx) verführt, daher sein Name. Andere sagen, dass Myrmex der Name des sterblichen Mannes der Eurymedusa war und dass Zeus seine Gestalt annahm, um sich ihr zu nähern. Seine Gemahlin war Peisidike, Tochter des Aiolos und der Enarete, mit der er den Aktor und den Antiphos zeugte (welcher der erste war, der Peleus einlud, in Thessalien zu bleiben). Hyginus schreibt ihm auch die beiden Töchter Ischylla und Eupolemia zu und Aelianus einen weiteren Sohn, Erysichthon.
Einer Sage über ihre Herkunft nach lebten sie einst auf der Insel Aigina, deren Boden zwar fruchtbar, jedoch an der Oberfläche äußerst steinig und mithin sehr kahl gewesen sei. Daher hätten die Einwohner zur Urbarmachung des Bodens nach Art der Ameisen mit außerordentlichem Fleiß die Erde durchgraben und auf den Steinen verteilt, um landwirtschaftlich bestellbare Flächen zu erhalten, und hätten nicht weniger nach Art derselben sehr sparsam unter der Erde in Höhlen gewohnt. Dann zogen sie aber mit Peleus mit, als dieser von dort durch seinen Vater Aiakos verbannt worden war. In Phthia dann wurde Peleus von König Eurytion, dem Sohn des Aktor, aufgenommen, und dieser entsündigte ihn und gab ihm seine Tochter Antigone nebst dem dritten Teil seines Landes.

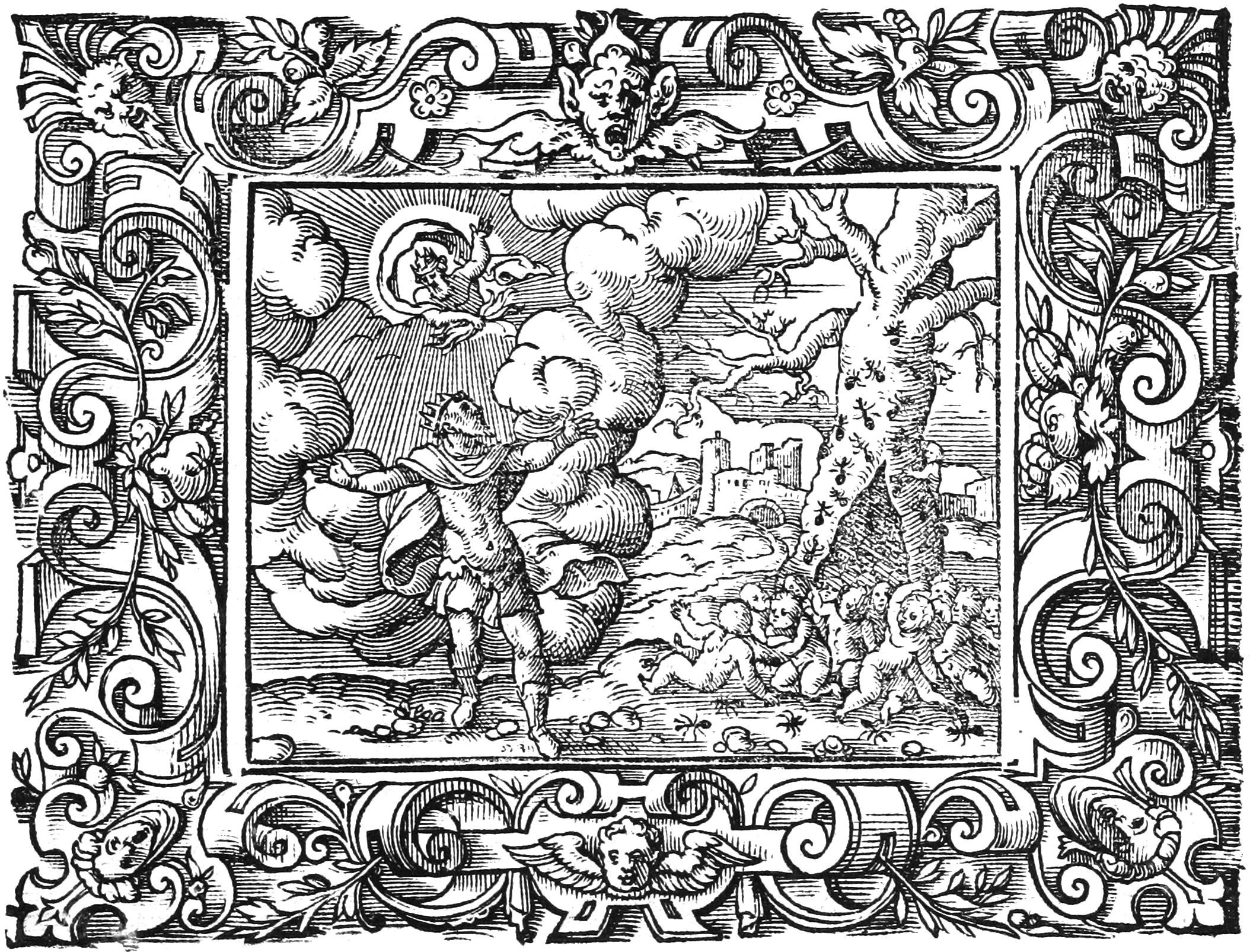
Ortus Myrmidonum: Stich von Virgil Solis (aus P. Ovidii Metamorphosis 1581)

Die Interpretation als „Ameisen-Menschen“ (μύρμηκες mýrmēkes, wörtlich „Ameisen“) wird zum ersten Mal in Ovids Metamorphosen erwähnt. Demnach leitet sich der Name daher ab, dass Zeus einst der Insel Aigina, auf Bitten des Aiakos, neue Einwohner schenkte und diese aus Ameisen erschuf, da die Insel ihrer ursprünglichen Einwohner durch eine von der rachsüchtigen Hera geschickte Pest beraubt worden war. Diese Version scheint Ovid von dem griechischen Historiker Thukydides, der eine Pest in Athen beschrieb, entlehnt zu haben.
Die aiginetische Sage von der Verwandlung der Ameisen in Menschen durch Zeus – seinem Sohn Aiakos (Αιακός, von ionisch αῖα „Erde“), dem Gatten der Endeis (Ἐνδηΐς Endēïs, von ἐν und dorisch δᾶ „Erde“), zuliebe – ist ursprünglich von diesem Zeus-Myrmidon-Stemma unabhängig und will die Autochthonie der aiginetischen Aiakiden mythisch begründen durch die Herleitung von dem Erdtier. Das thessalische Stemma kennt ursprünglich die Ameisenetymologie ebenso wenig wie die aiginetische Sage. Gleichwohl gibt der Hafen Μύρμηξ (Myrmex) der durch Thetis-Sepias (Σηπιάς) berühmten Küste Magnesias, Sepias, zu denken, während jedoch die Zusammengehörigkeit der thessalischen Achaier, der mythischen Myrmidones, mit den aiginetischen Achaiern feststeht und die Herkunft dieser von jenen höchst wahrscheinlich ist.

## Sekundärliteratur
- Jacob Burckhardt, Kritische Gesamtausgabe: Griechische Kulturgeschichte 2: Die Metamorphosen. Die Griechen und ihre Götter. Gesamtbilanz des griechischen Lebens. Band 20 (Gebundene Ausgabe)
- Mythen alter Kulturen. Reclam, Ditzingen 2002
- Ludwig Preller: Griechische Mythologie II – Heroen. Teil C: Der trojanische Cyclus. c. Hellas und die Aeakiden (Projekt Gutenberg-DE)
- Karl Tümpel: Myrmidon. In: Wilhelm Heinrich Roscher (Hrsg.): Ausführliches Lexikon der griechischen und römischen Mythologie. Band 2,2, Leipzig 1897, Sp. 3312–3314 (Digitalisat).